# Panajotis Nikolau
Panajotis Nikolau, gr. Παναγιώτης Νικολάου (ur. 21 listopada 1950) – cypryjski sportowiec, specjalizujący się w żeglarstwie sportowym.
Uczestnik Letnich Igrzysk Olimpijskich 1980. W parze z Dimitriosem Dimitriu zajął 14. miejsce w klasie 470.